# Элеваторная улица (Москва)
Элева́торная улица — улица на юге Москвы в районе Бирюлёво Восточное от Касимовской улицы до Липецкой улицы. Нумерация домов начинается от Касимовской улицы, все дома имеют индекс 115404.

## История
Элеваторная улица появилась в 1965 году, когда под этим названием были объединены ранее существовавшие улица Мичурина и Ленинский проезд. После перепланировки территории и исчезновения этой улицы её название было перенесено на соседнюю новую улицу, ранее называвшуюся Первомайской. Принятое название мотивировано близостью к Бирюлёвскому элеватору (впоследствии ОАО «Московский комбинат хлебопродуктов»), присвоено 16 октября 1973 года.

## Здания и сооружения
- д. 8, к. 4 — Кожно-венерологический диспансер № 28[3].
- д. 13 - Подстанция № 29 Станции скорой и неотложной медицинской помощи г. Москвы им. А. С. Пучкова.

## Транспорт
По Элеваторной улице проходят 2 автобусных маршрута общественного транспорта:
- м89 6-й микрорайон Загорья
- м89к Платформа Бирюлёво-Пассажирская